# Aniołki

Lage des Stadtbezirks Aniołki in Danzig

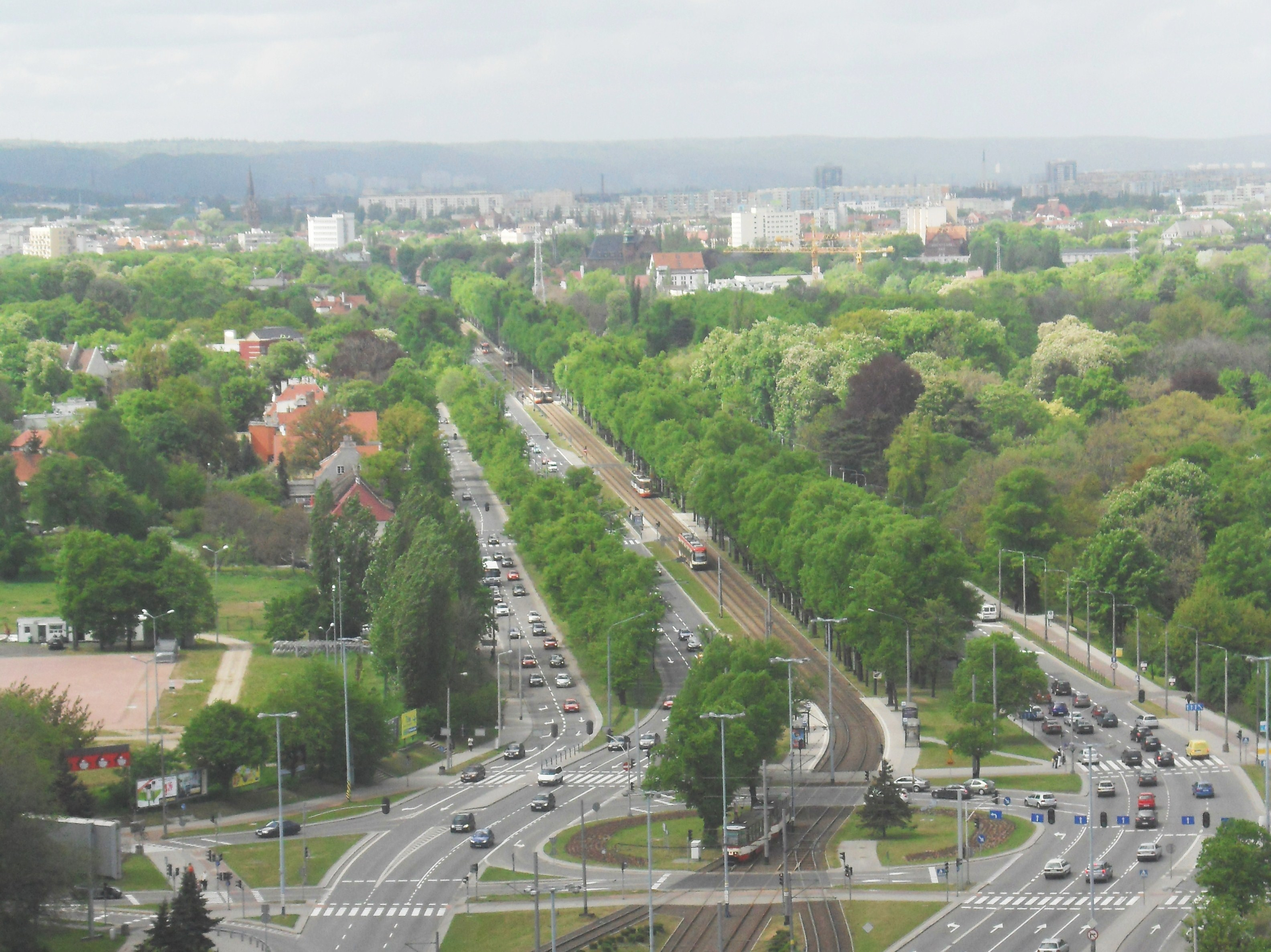
Aleja Zwycięstwa (Große Allee)

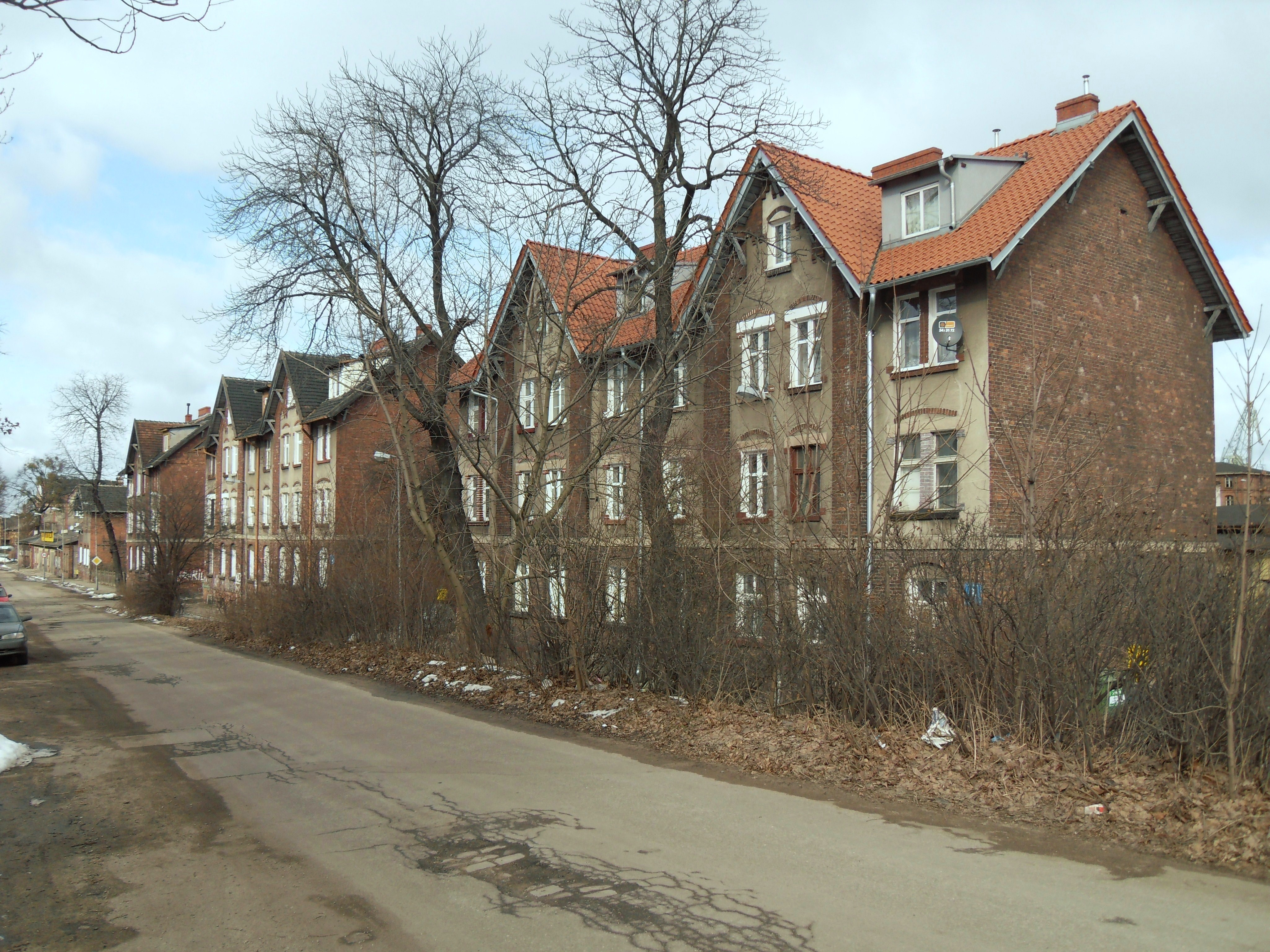
Ehemalige Eisenbahnersiedlung

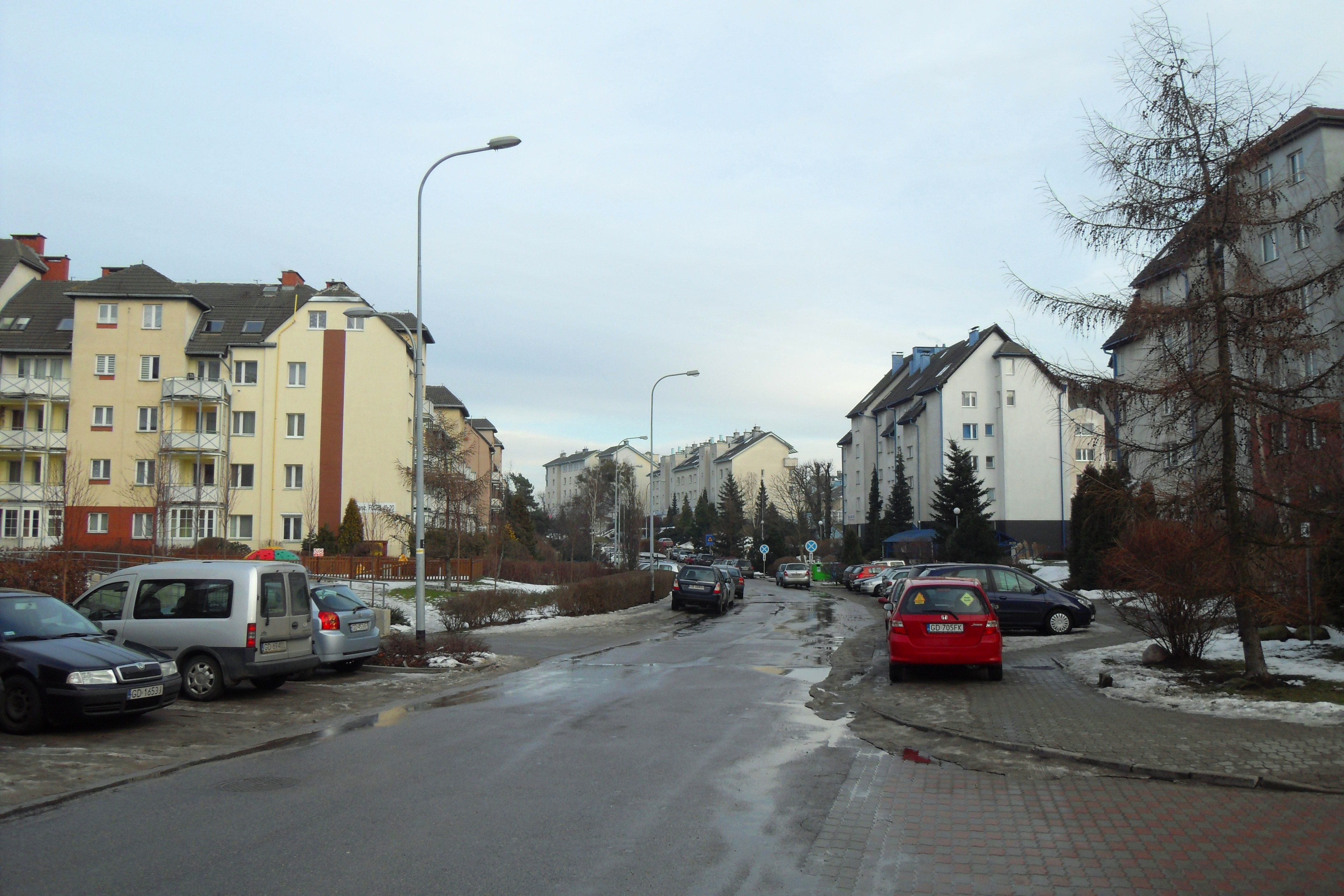
Osiedle Kolonia Jordana

Aniołki (kaschubisch Janiółczi; deutsch Aller Engel) ist ein Stadtbezirk von Gdańsk (Danzig) in Polen, dieser umfasst eine Fläche von 2,3 km² und zählt 4922 Einwohner mit einer Bevölkerungsdichte von 2133 Einwohnern/km². Das Gebiet gehörte früher zu Langfuhr und Zigankenberg und kam in den Jahren 1814 und 1877 administrativ zur Stadt Danzig.

## Geschichte
An der Straße nach Langfuhr befand sich seit 1340 die evangelische Kirche Aller Gottes Engel oder St. Michael (poln. św. Michała i Wszystkich Aniolów Bożych) samt Hospital, die 1807 abbrannte, nicht wieder aufgebaut wurde, aber dem heutigen Danziger Stadtbezirk ihren Namen gab.
Am Olivaer Tor befand sich 1870 der Endbahnhof der Bahnlinie nach Stettin. Nach Niederlegung der Wälle wurde Durchgangsbahnhof und nach Bau des Hauptbahnhofs zu einem Güterbahnhof umgebaut.

## Geographie
Der Norden des Bezirks wird von den Villen an der aleja Zwycięstwa (Große Allee), der Süden von Wohnblöcken und Laubenkolonien geprägt. 1995 entstand der neue Stadtteil Osiedle Kolonia Jordana.
Auf dem Gebiet von Aniołki befinden sich die Erhebungen: Szubieniczna Góra (Galgenberg, 55 m) und Wronia Górka (Krähenberg, 55 m).

## Gebäude und Sehenswürdigkeiten
- Baltische Oper (Opera Bałtycka)
- Universitätsklinik (Uniwersyteckie Centrum Kliniczne w Gdańsku)
- Garnisons-Friedhof (Cmentarz Garnizonowy)
- Kriegsgräber der Roten Armee (Cmentarz Żołnierzy Radzieckich)
- Steffens-Park (Park Steffensa)
- Acht ehemalige konfessionelle Friedhöfe an der Großen Allee haben heute Gedenksteine und wurden meist zu Parks umgestaltet.

## Verkehr
Die aleja Zwycięstwa ist die wichtigste Verkehrsachse zwischen der Innenstadt und den westlichen Bezirken von Danzig, das gilt sowohl für den Straßenverkehr als auch den Straßenbahn- und Busverbindungen.
Auf der Nordgrenze des Stadtbezirks befindet sich der Bahnhof der S-Bahn Gdańsk Stocznia (Werft). 